# Mörkfjällig honungsskivling
Mörkfjällig honungsskivling (Armillaria ostoyae) är en giftig art bland svamparna som först beskrevs av Henri Romagnesi, och fick sitt nu gällande namn av Josef Herink 1973. Den ingår i släktet honungsskivlingar (Armillaria), och familjen Physalacriaceae. Inga underarter finns listade.
Arten är reproducerande i Sverige, och kan anses vara problematisk för svampplockare då den är svår att skilja från de övriga honungsskivlingarna, exempelvis A. Borealis. Förgiftningssymptomen yttrar sig genom svåra men på något dygn övergående gastrointestinella besvär och kraftiga magkramper. 
Denna svamp är, så vitt känt, världens största organism. En och samma individ har med DNA-analys funnits täcka en yta på ca 9,5 km², i staten Oregon i nordöstra USA. Den kan också samtidigt vara en av världens äldsta levande organismer, minst 2 400 år, möjligen så mycket som 8 600 år.  Endast tre andra organismer anses vara äldre: barrträdet Pinus longaeva 5 000 år gammalt, sjögräset Posidonia oceanica 100 000 - 200 000 år gammalt, samt bakterier frusna under is i Sibirien och vid liv upptinade ca 500 000 år gamla. 

## Bilder

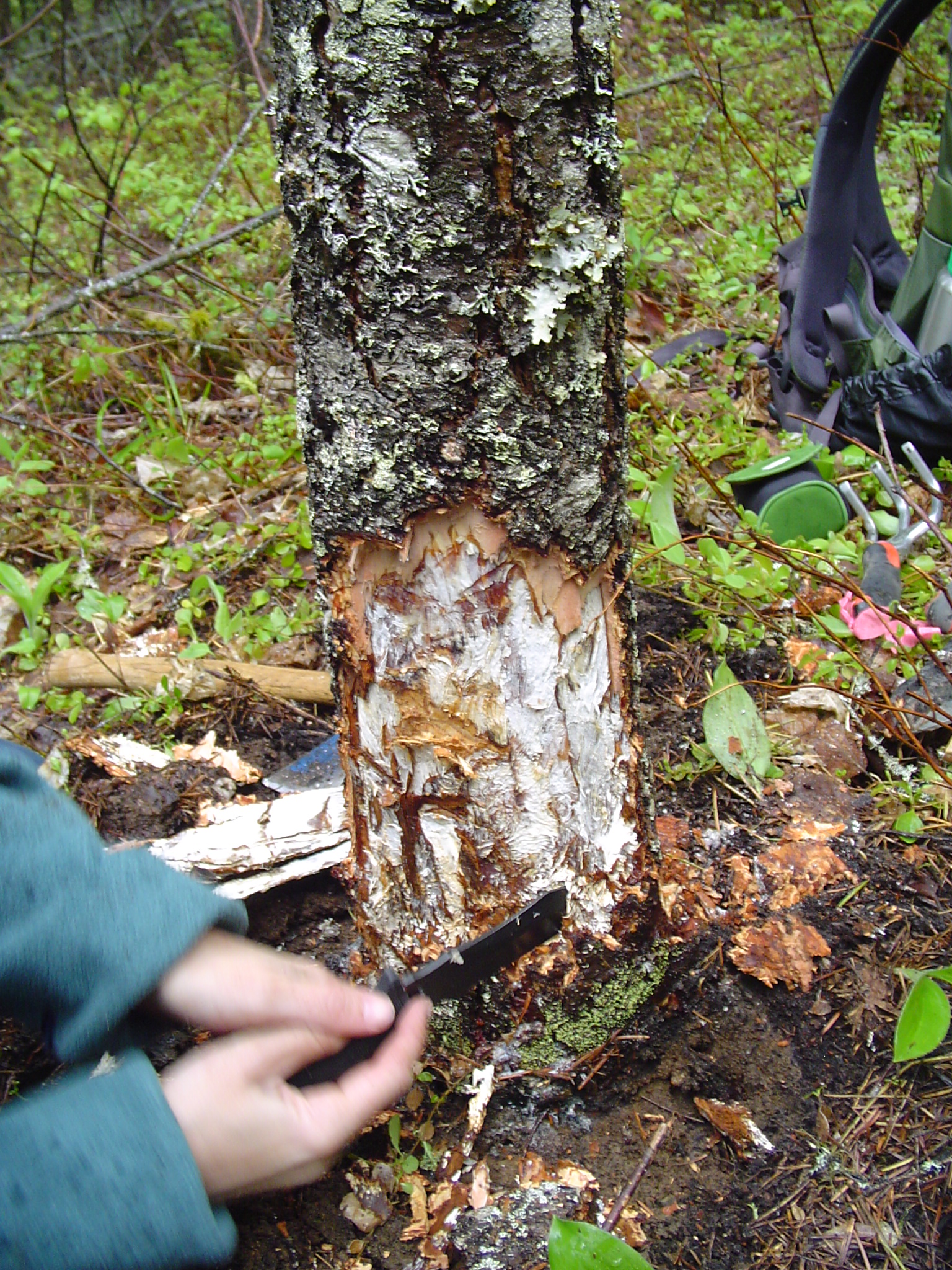
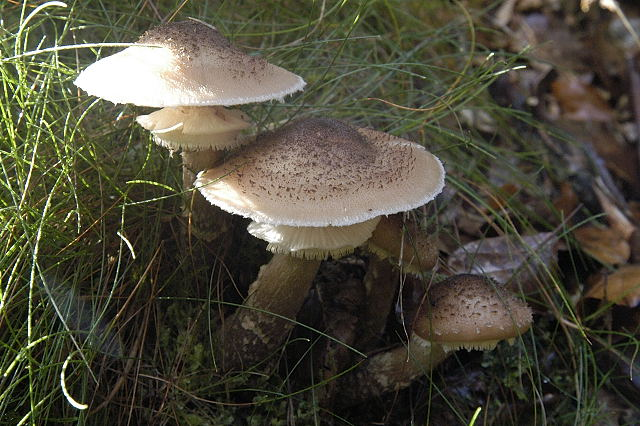
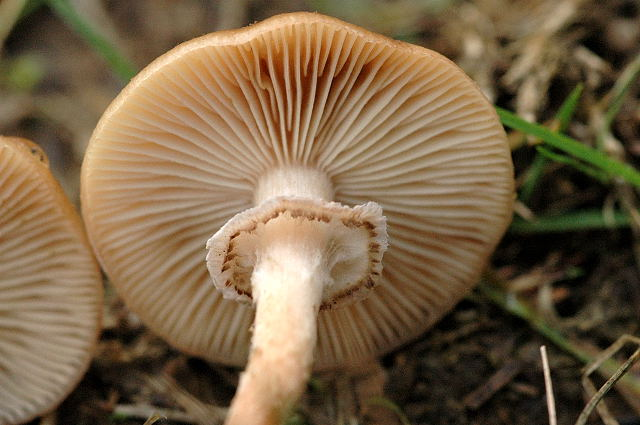
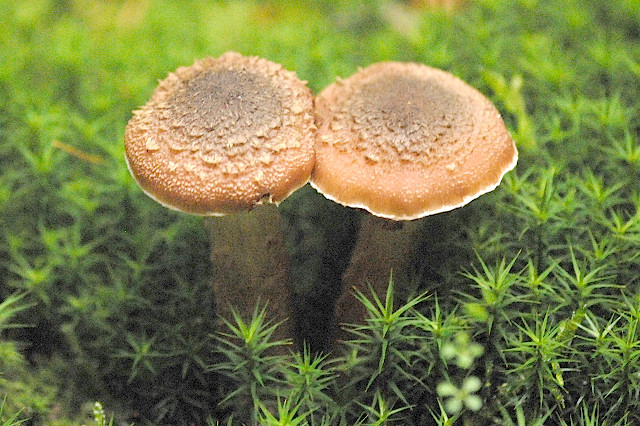
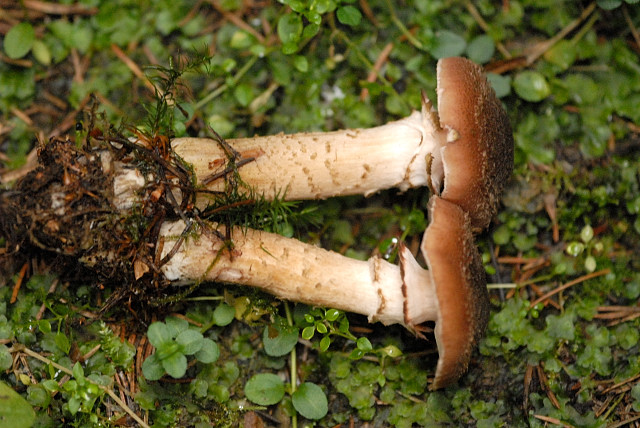
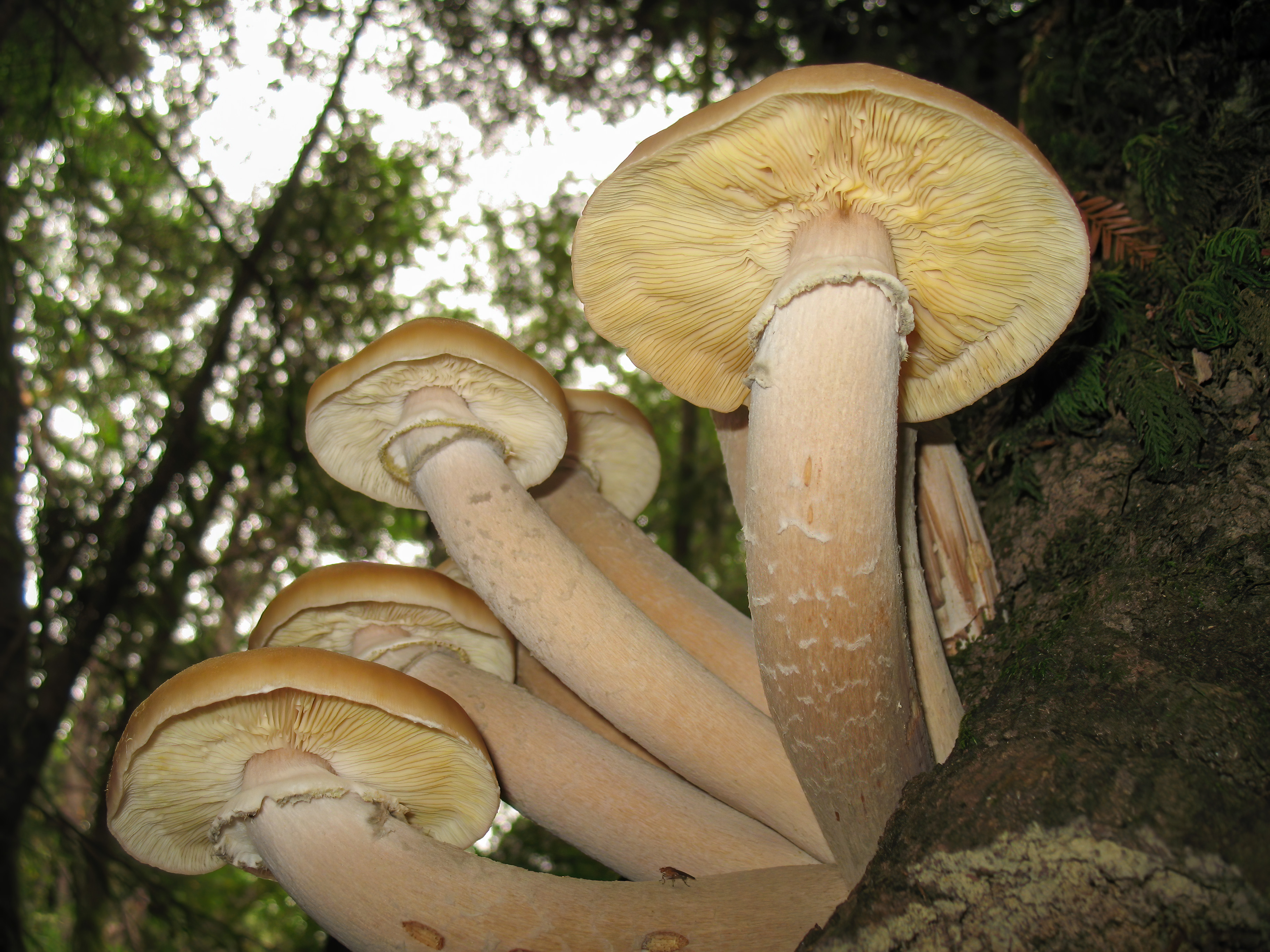
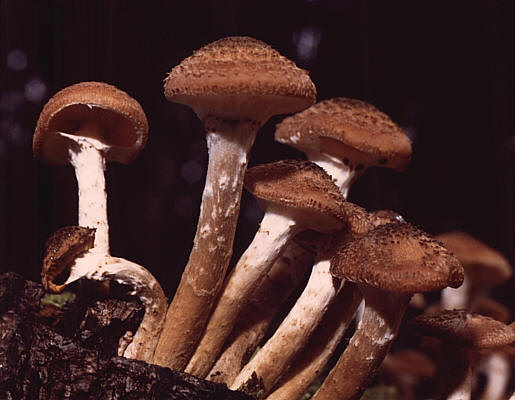